# Porsche en Top Race
Porsche es un fabricante alemán de automóviles de turismo, deportivos, superdeportivos y prototipos de carrera, con alta tradición en el deporte motor a nivel mundial. En Argentina, esta marca tuvo presencia con sus participaciones en la categoría Top Race, donde en los primeros años de la categoría incursionó en la misma una unidad Porsche 944, la cual fue piloteada por diferentes pilotos, logrando apenas un triunfo con Eduardo Ramos el 16 de junio de 1997, en el Autódromo Ciudad de Concordia. Con el correr de los años, esta unidad perdió consideración por parte de los competidores, teniendo su última participación en el año 2001.
Tras su última participación, la marca Porsche no volvería a participar en competencias de Top Race hasta el año 2020, en el cual se vería favorecida por el formato adoptado por la categoría para sus divisionales Series y Junior, por el cual el parque automotor de ambas pasó a ser homogéneo (un único diseño de silueta para cada parque automotor), quedando la identificación de las unidades a consideración de los pilotos o bien, de los equipos. En el caso de Porsche, la marca fue elegida por el expiloto Alejandro Leguizamón para identificar a las unidades de su equipo DM Team, en ambas divisiones inferiores, siendo elegidos para identificar los coches los rasgos de diseño del modelo Porsche Panamera, logrando Baltazar Leguizamón el único triunfo de la marca el 15 de noviembre de 2020 en el Autódromo Parque Ciudad de Río Cuarto. A pesar de esta elección, la incursión de Porsche en esta categoría volvió a quedar relegada durante el desarrollo de la temporada 2021.
En paralelo a su actividad dentro del Top Race, Porsche continuó manteniendo presencia en el automovilismo argentino, gracias a la creación de su versión local del campeonato de la Copa Porsche Carrera.

## Pilotos que compitieron con la marca

### Top Race
- Fabián Acuña
- Eduardo Ramos

### Top Race Series
- Baltazar Leguizamón
- Agustín Tambascio
- Leonel Tambascio

### Top Race Junior
- Martín Bailo
- Gastón Billeres
- Lautaro Cabello